# Кубок Европы по спортивной ходьбе 1998
Кубок Европы по спортивной ходьбе 1998 года прошёл 25 апреля в курортном городе Дудинце (Словакия). Сильнейших выявляли мужчины (на дистанциях 20 и 50 км) и женщины (10 км). Были разыграны 7 комплектов медалей (3 в личном и 4 в командном зачёте).
На старт вышли 208 ходоков из 28 стран Европы (145 мужчин и 63 женщины).
Каждая команда могла выставить до четырёх спортсменов в каждый из заходов. Лучшие в командном зачёте определялись по сумме мест трёх лучших спортсменов. У мужчин также подводились итоги в командном первенстве по сумме двух дистанций.

## Расписание
| Дата           | Время | Забег         |
| -------------- | ----- | ------------- |
| 25 апреля 1998 | 08:30 | 50 км мужчины |
| 25 апреля 1998 | 14:30 | 10 км женщины |
| 25 апреля 1998 | 16:00 | 20 км мужчины |

Время местное (UTC+2)

## Медалисты
Курсивом выделены участники, чей результат не пошёл в зачёт команды

### Мужчины
| Дисциплина                      | Золото | Золото   | Серебро | Серебро  | Бронза | Бронза    |
| ------------------------------- | --- | -------- | --- | -------- | --- | --------- |
| 20 км                           | Франсиско Хавьер Фернандес Испания | 1:20.31  | Роберт Корженёвский Польша | 1:20.40  | Айгар Фадеев Латвия | 1:20.44   |
| 20 км (команды)                 | Беларусь · Андрей Макаров · Артур Мелешкевич · Евгений Мисюля · Михаил Хмельницкий                                                                                          | 18 очков | Испания · Франсиско Хавьер Фернандес · Валенти Массана · Фернандо Васкес · Давид Маркес                                                                         | 24 очка  | Германия · Андреас Эрм · Роберт Или · Михаэль Лозе · Майк Траутман                                                                | 55 очков  |
| 50 км                           | Томаш Липец Польша | 3:42.57  | Хесус Анхель Гарсия Испания | 3:43.17  | Джованни Перричелли Италия | 3:44.17   |
| 50 км (команды)                 | Испания · Хесус Анхель Гарсия · Басилио Лабрадор · Марио Авельянеда · Хосе Мануэль Родригес                                                                                 | 21 очко  | Италия · Джованни Перричелли · Артуро Ди Мецца · Алессандро Мистретта · Орацио Романци                                                                          | 38 очков | Словакия · Штефан Малик · Петер Корчок · Эрик Калина · Роман Мразек                                                               | 64 очка   |
| Командное первенство (20+50 км) | Испания · Франсиско Хавьер Фернандес · Валенти Массана · Фернандо Васкес · Хесус Анхель Гарсия · Басилио Лабрадор · Марио Авельянеда · Давид Маркес · Хосе Мануэль Родригес | 45 очков | Беларусь · Андрей Макаров · Артур Мелешкевич · Евгений Мисюля · Виктор Гинько · Виталий Гордей · Александр Андрушевский · Михаил Хмельницкий · Дмитрий Савайтан | 90 очков | Германия · Андреас Эрм · Роберт Или · Михаэль Лозе · Денис Траутман · Петер Цаннер · Томас Вальштаб · Майк Траутман · Аксель Ноак | 119 очков |

### Женщины
| Дисциплина      | Золото                                                                          | Золото   | Серебро                                                                           | Серебро  | Бронза                                                                   | Бронза  |
| --------------- | ------------------------------------------------------------------------------- | -------- | --------------------------------------------------------------------------------- | -------- | ------------------------------------------------------------------------ | ------- |
| 10 км           | Надежда Ряшкина Россия                                                          | 43.06    | Мария Урбаник-Роса Венгрия                                                        | 43.08    | Клаудия Йован Румыния                                                    | 43.12   |
| 10 км (команды) | Россия · Надежда Ряшкина · Тамара Коваленко · Ольга Панфёрова · Елена Аршинцева | 15 очков | Италия · Эрика Альфриди · Санта Компаньони · Элизабетта Перроне · Аннарита Сидоти | 36 очков | Испания · Мария Васко · Энкарна Гранадос · Селия Марсен · Тереза Линарес | 41 очко |